# Ferdinand Brändli
Ferdinand Brändli (* 3. Januar 1828 in Münchenstein; † 15. September 1878 in Aussersihl, heute Zürich, Bürger von Männedorf) war ein Schweizer Politiker.

## Biografie
Brändli war ein altes Geschlecht von Thalwil. Ferdinand Brändli besuchte die Sekundarschule und wurde danach Privatsekretär des Statthalters des Bezirks Meilen. 1854 wurde er Buchhalter der Sparkasse in Meilen und Kreisrichter. Ab 1861 begann seine politische Karriere auf kommunaler und kantonaler Ebene.<refname="bürgi" />

## Politische Ämter
Ferdinand Brändli sass von 1869 bis 1875 für die Demokraten im Regierungsrat des Kantons Zürich, wo er von 1874 bis 1875 das Präsidium innehatte. Von 1866 bis 1878 war er Mitglied des Grossrats. Auf kommunaler Ebene war Brändli von 1861 bis 1863 Gemeindepräsident von Meilen. Ab 1865 bis 1869 bekleidete er das Amt des Bezirksstatthalters von Meilen.
Brändli war Mitglied der vom Verfassungsrat ausgeschossenen 35er-Kommission, welche den Entwurf der kantonalen Verfassung von 1869 erstellte. Es war dies die erste direktdemokratische Verfassung in der Schweiz.